# Campeonato Mundial de Judô de 2023
O Campeonato Mundial de Judô de 2023 foi a 35ª edição do evento, sendo realizado na Arena Ali Bin Hamad Al Attiya, em Doha, no Catar, entre 7 a 14 de maio de 2023. Participaram do torneio 657 judocas de 99 nacionalidades distribuídos em 15 categorias.

## Agenda de eventos
Todos os horários são locais (UTC+3).
| Data       | Hora  | Evento             |
| ---------- | ----- | ------------------ |
| 7 de maio  | 11:00 | Masculino − 60 kg  |
| 7 de maio  | 11:00 | Feminino − 48 kg   |
| 8 de maio  | 10:30 | Masculino − 66 kg  |
| 8 de maio  | 10:30 | Feminino − 52 kg   |
| 9 de maio  | 10:30 | Masculino − 73 kg  |
| 9 de maio  | 10:30 | Feminino − 57 kg   |
| 10 de maio | 10:30 | Masculino − 81 kg  |
| 10 de maio | 10:30 | Feminino − 63 kg   |
| 11 de maio | 10:30 | Masculino − 90 kg  |
| 11 de maio | 10:30 | Feminino − 70 kg   |
| 12 de maio | 11:30 | Masculino − 100 kg |
| 12 de maio | 11:30 | Feminino − 78 kg   |
| 13 de maio | 11:30 | Masculino + 100 kg |
| 13 de maio | 11:30 | Feminino + 78 kg   |
| 14 de maio | 10:30 | Equipe mista       |

## Premiação
A distribuição de prêmios se deu da seguinte maneira. 
| Colocação         |         | Individual | Individual | Individual |         | Equipe mista | Equipe mista | Equipe mista |
| Colocação         | Total   | Judoca     | Treinador  | Total      | Judoca  | Treinador    |              |              |
| Medalha de ouro   | €26,000 | €20,800    | €5,200     | €90,000    | €72,000 | €18,000      |              |              |
| Medalha de prata  | €15,000 | €12,000    | €3,000     | €60,000    | €48,000 | €12,000      |              |              |
| Medalha de bronze | €8,000  | €6,400     | €1,600     | €25,000    | €20,000 | €5,000       |              |              |

## Controvérsia sobre a participação russa e bielorrussa
A Federação Internacional de Judô (IJF) anunciou em 29 de abril de 2023, último dia de inscrição no evento, que os atletas russos e bielorrussos seriam autorizados a participar como atletas individuais neutros após verificação de antecedentes. Após o anúncio, vinte atletas russos e bielorrussos foram inscritos no campeonato. Dos vinte, pelo menos cinco foram relatados como tendo ligações com as Forças Armadas Russas, apesar da sugestão do Comitê Olímpico Internacional (COI) de negar a participação de atletas que são contratados pelas agências militares ou de segurança nacional russas ou bielorrussas. Em protesto, a seleção ucraniana desistiu do campeonato.

## Medalhistas
Esses foram os medalhistas do campeonato.

### Masculino
| Evento                        | Ouro                         | Prata                            | Bronze                           |
| ----------------------------- | ---------------------------- | -------------------------------- | -------------------------------- |
| Ligeiro (60 kg) detalhes      | Francisco Garrigós · Espanha | Dilshodbek Baratov · Uzbequistão | Giorgi Sardalashvili · Geórgia   |
| Ligeiro (60 kg) detalhes      | Francisco Garrigós · Espanha | Dilshodbek Baratov · Uzbequistão | Lee Ha-rim Coreia do Sul         |
| Meio leve (66 kg) detalhes    | Hifumi Abe · Japão           | Joshiro Maruyama · Japão         | Yondonperenlein Baskhüü Mongólia |
| Meio leve (66 kg) detalhes    | Hifumi Abe · Japão           | Joshiro Maruyama · Japão         | Walide Khyar · França            |
| Leve (73 kg) detalhes         | Nils Stump · Suíça           | Manuel Lombardo · Itália         | Soichi Hashimoto · Japão         |
| Leve (73 kg) detalhes         | Nils Stump · Suíça           | Manuel Lombardo · Itália         | Murodjon Yuldoshev · Uzbequistão |
| Meio médio (81 kg) detalhes   | Tato Grigalashvili · Geórgia | Matthias Casse · Bélgica         | Takanori Nagase · Japão          |
| Meio médio (81 kg) detalhes   | Tato Grigalashvili · Geórgia | Matthias Casse · Bélgica         | Lee Joon-hwan Coreia do Sul      |
| Médio (90 kg) detalhes        | Luka Maisuradze · Geórgia    | Lasha Bekauri · Geórgia          | Marcus Nyman · Suécia            |
| Médio (90 kg) detalhes        | Luka Maisuradze · Geórgia    | Lasha Bekauri · Geórgia          | Sanshiro Murao · Japão           |
| Meio pesado (100 kg) detalhes | Arman Adamian ANA            | Lukáš Krpálek · Chéquia          | Zelym Kotsoiev · Azerbaijão      |
| Meio pesado (100 kg) detalhes | Arman Adamian ANA            | Lukáš Krpálek · Chéquia          | Peter Paltchik · Israel          |
| Pesado (+100 kg) detalhes     | Teddy Riner · França         | Sem premiação                    | Alisher Yusupov · Uzbequistão    |
| Pesado (+100 kg) detalhes     | Inal Tasoev ANA              | Sem premiação                    | Rafael Silva · Brasil            |

### Feminino
| Evento                        | Ouro                         | Prata                            | Bronze                               |
| ----------------------------- | ---------------------------- | -------------------------------- | ------------------------------------ |
| Ligeiro (48 kg) detalhes      | Natsumi Tsunoda · Japão      | Shirine Boukli · França          | Wakana Koga · Japão                  |
| Ligeiro (48 kg) detalhes      | Natsumi Tsunoda · Japão      | Shirine Boukli · França          | Assunta Scutto · Itália              |
| Meio leve (52 kg) detalhes    | Uta Abe · Japão              | Diyora Keldiyorova · Uzbequistão | Amandine Buchard · França            |
| Meio leve (52 kg) detalhes    | Uta Abe · Japão              | Diyora Keldiyorova · Uzbequistão | Odette Giuffrida · Itália            |
| Leve (57 kg) detalhes         | Christa Deguchi · Canadá     | Haruka Funakubo · Japão          | Lkhagvatogoogiin Enkhriilen Mongólia |
| Leve (57 kg) detalhes         | Christa Deguchi · Canadá     | Haruka Funakubo · Japão          | Jessica Klimkait · Canadá            |
| Meio médio (63 kg) detalhes   | Clarisse Agbegnenou · França | Andreja Leški · Eslovênia        | Szofi Özbas · Hungria                |
| Meio médio (63 kg) detalhes   | Clarisse Agbegnenou · França | Andreja Leški · Eslovênia        | Joanne van Lieshout · Países Baixos  |
| Médio (70 kg) detalhes        | Saki Niizoe · Japão          | Giovanna Scoccimarro · Alemanha  | Michaela Polleres · Áustria          |
| Médio (70 kg) detalhes        | Saki Niizoe · Japão          | Giovanna Scoccimarro · Alemanha  | Barbara Matić · Croácia              |
| Meio pesado (78 kg)g detalhes | Inbar Lanir · Israel         | Audrey Tcheuméo · França         | Guusje Steenhuis · Países Baixos     |
| Meio pesado (78 kg)g detalhes | Inbar Lanir · Israel         | Audrey Tcheuméo · França         | Alice Bellandi · Itália              |
| Pesado (+78 kg) detalhes      | Akira Sone · Japão           | Julia Tolofua · França           | Beatriz Souza · Brasil               |
| Pesado (+78 kg) detalhes      | Akira Sone · Japão           | Julia Tolofua · França           | Raz Hershko · Israel                 |

### Equipe mista
| Evento                | Ouro | Prata | Bronze |
| --------------------- | --- | --- | --- |
| Equipe mista detalhes | Japão · Haruka Funakubo · Soichi Hashimoto · Kokoro Kageura · Hayato Koga · Moka Kuwagata · Sanshiro Murao · Saki Niizoe · Tatsuru Saito · Maya Segawa · Akira Sone · Goki Tajima · Momo Tamaoki | França · Orlando Cazorla · Sarah-Léonie Cysique · Romane Dicko · Joan-Benjamin Gaba · Marie-Ève Gahié · Priscilla Gneto · Coralie Hayme · Alexis Mathieu · Amadou Meité · Maxime-Gaël Ngayap Hambou · Margaux Pinot · Joseph Terhec | Geórgia · Eter Askilashvili · Lasha Bekauri · Kote Kapanadze · Eteri Liparteliani · Luka Maisuradze · Lasha Shavdatuashvili · Sophio Somkhishvili · Guram Tushishvili · Gela Zaalishvili |
| Equipe mista detalhes | Japão · Haruka Funakubo · Soichi Hashimoto · Kokoro Kageura · Hayato Koga · Moka Kuwagata · Sanshiro Murao · Saki Niizoe · Tatsuru Saito · Maya Segawa · Akira Sone · Goki Tajima · Momo Tamaoki | França · Orlando Cazorla · Sarah-Léonie Cysique · Romane Dicko · Joan-Benjamin Gaba · Marie-Ève Gahié · Priscilla Gneto · Coralie Hayme · Alexis Mathieu · Amadou Meité · Maxime-Gaël Ngayap Hambou · Margaux Pinot · Joseph Terhec | Países Baixos · Julie Beurskens · Frank de Wit · Koen Heg · Michael Korrel · Roy Meyer · Kim Polling · Guusje Steenhuis · Karen Stevenson · Noël van 't End · Sanne van Dijke            |

## Quadro de medalhas
| Ordem | País                        | Medalha de ouro | Medalha de prata | Medalha de bronze | Total |
| ----- | --------------------------- | --------------- | ---------------- | ----------------- | ----- |
| 1     | Japão                       | 6               | 2                | 4                 | 12    |
| 2     | França                      | 2               | 4                | 2                 | 8     |
| 3     | Geórgia                     | 2               | 1                | 2                 | 5     |
| -     | Atletas neutros autorizados | 2               | 0                | 0                 | 2     |
| 4     | Israel                      | 1               | 0                | 2                 | 3     |
| 5     | Canadá                      | 1               | 0                | 1                 | 2     |
| 6     | Espanha                     | 1               | 0                | 0                 | 1     |
| 6     | Suíça                       | 1               | 0                | 0                 | 1     |
| 8     | Uzbequistão                 | 0               | 2                | 2                 | 4     |
| 9     | Itália                      | 0               | 1                | 3                 | 4     |
| 10    | Bélgica                     | 0               | 1                | 0                 | 1     |
| 10    | Chéquia                     | 0               | 1                | 0                 | 1     |
| 10    | Alemanha                    | 0               | 1                | 0                 | 1     |
| 10    | Eslovênia                   | 0               | 1                | 0                 | 1     |
| 14    | Países Baixos               | 0               | 0                | 3                 | 3     |
| 15    | Brasil                      | 0               | 0                | 2                 | 2     |
| 15    | Mongólia                    | 0               | 0                | 2                 | 2     |
| 15    | Coreia do Sul               | 0               | 0                | 2                 | 2     |
| 18    | Áustria                     | 0               | 0                | 1                 | 1     |
| 18    | Azerbaijão                  | 0               | 0                | 1                 | 1     |
| 18    | Croácia                     | 0               | 0                | 1                 | 1     |
| 18    | Hungria                     | 0               | 0                | 1                 | 1     |
| 18    | Suécia                      | 0               | 0                | 1                 | 1     |
| Total | Total                       | 16              | 14               | 30                | 60    |